# Гремитских, Владимир Георгиевич
Владимир Георгиевич Гремитских (14 декабря 1916 год, Новониколаевск (ныне Новосибирск), Российская империя — 2 августа 1991 год, Москва, Россия) — московский художник-живописец, член Союза художников СССР.

## Биография
Владимир Гремитских родился 14 декабря 1916 года в г. Новониколаевске (ныне Новосибирск).
С 1932 по 1936 год учился в Московском художественном училище памяти 1905 года (нынешнее МГАХУ памяти 1905 года), у Константина Зефирова, затем у Михаила Ксенофонтовича Соколова.
С 1936 учился в Московском художественном институте им. В. И. Сурикова у П. Д. Покаржевского, В. В. Почиталова, И. Э. Грабаря и С. В. Герасимова, по мастерской которого и окончил институт. Под руководством Сергея Васильевича Герасимова была выполнена дипломная работа «Ополченцы».
С августа 1941 года и вплоть до приказа И. В. Сталина, согласно которому были отозваны все студенты высших учебных заведений и научные работники с фронта, Владимир Георгиевич Гремитских воевал в дивизии народного ополчения, которой потом присвоили звание 11-й гвардейской.
С 1943 года Владимир Георгиевич Гремитских являлся постоянным участником московских, республиканских и всесоюзных выставок.
В 1944 году В. Г. Гремитских был принят в члены Союза художников СССР.
В. Г. Гремитских умер 2 августа 1991 года в Москве.

## Творчество
Картины Владимира Георгиевича Гремитских находятся в Государственной Третьяковской галерее, в Государственном музее обороны Москвы, в Самарском, Брянском и Башкирском художественных музеях, в историко-художественном музее г. Стаханова, в Республиканском выставочном зале в Йошкар-Оле, в художественном музее г. Находка, в картинной галерее г. Сальска, а также в Магнитогорске, Астрахани, Орле, Белгороде и Ярославле.
Многие работы В. Г. Гремитских находятся в частных коллекциях в России и за рубежом (практически во всех странах Европы, а также в США, Канаде, Японии, Южной Корее и Аргентине).
По версии группы «TopArt» Владимир Георгиевич Гремитских входит в число 100 лучших русских художников от Феофана Грека до наших дней.

## Работы
- Вечер. Жигули (1947)
- Розы и чай (1967)
- Цветущая вишня (1960)
- Колокольчики цветут (1966)
- Цикл картин «Зима в Тарусе» (1964—1966)
- Серия пейзажей Гурзуфа (1959—1976)
- Последний луч (1963)
- На опушке леса (1965)
- Розы в Гурзуфе (1960)
- Золотая осень (1953)
- Сосна (1959)
- Горки. Весна (1952)
- Осенние краски (1960)
- Сирень (1970)
- Весна (1968)
- Майское солнце (1977)
- Мост (1964)
- Серия портретов известных современников (Л. И. Брежнев, Ю. В. Андропов, маршал С. Ф. Ахромеев, нар. арт. Киргизской ССР Кайыргуль Сартбиева, писатель Чингиз Айтматов)
- цикл «Строительство Куйбышевской ГЭС» (1952)
- Девочка в красном (1964)
- Обнажённая (1979)
- Таня (1965)
- В ресторане «Детинец» (1974)
- Розы. Солнце (1984)
- Зимний день в лесу (1960)
- Лодки на Волхове (1965)
- Мостик (1986)

## Награды
- Удостоен дипломов МОСХ РСФСР и МГО ХФ РСФСР.
- В 2009 году В. Г. Гремитских был посмертно награждён медалью «Талант и призвание» Международной ассоциацией «Миротворец».

## Источник
- В. Г. Гремитских МОСХ РСФСР, Издательство «Советский художник», Москва, 1988